# Truncus arteriosus
Truncus arteriosus é uma rara doença do coração, presente à nascença. Este é um defeito no qual a artéria pulmonar e a aorta, normalmente, distintas, estão unidas num único grande vaso (truncus), que se origina em ambos os ventrículos. Existe ainda um grande defeito no septo ventricular, o que torna os ventrículos numa única câmara. Isto faz com que o sangue oxigenado e não oxigenado misturem. Demasiado sangue pode fluir para os pulmões, inundando-os e tornando a respiração difícil. Pode ainda resultar em hipertensão pulmonar grave.
Uma cirurgia é necessária para fechar o defeito septal com um 'remendo' e para separar a artéria pulmonar do tronco. Um conduto é colocado para ligar o ventrículo direito à artéria pulmonar. Uma vez que o conduto não cresce com a criança, pode ser necessário repetir a cirurgia.